# Maison Harry F. Sinclair
La maison Harry F. Sinclair (en anglais : Harry F. Sinclair House) est un manoir situé à l'angle sud-est de East 79e Rue et de la Cinquième Avenue dans l'Upper East Side de Manhattan à New York.
La maison a été construite entre 1897 et 1899 dans un style éclectique d'inspiration de la Renaissance française par C. P. H. Gilbert (en). Au cours de la première moitié du XXe siècle, la maison fut successivement la résidence des hommes d'affaires Isaac Dudley Fletcher (en) et Harry Ford Sinclair (en), puis les descendants de Pieter Stuyvesant, le dernier directeur de Nouvelle-Néerlande. L'Institut ukrainien d'Amérique a acquis la maison en 1955. Après que la maison se soit progressivement délabrée, l'institut a rénové le bâtiment dans les années 1990.
La maison a été ajoutée au registre national des lieux historiques et a été nommée National Historic Landmark en 1978.

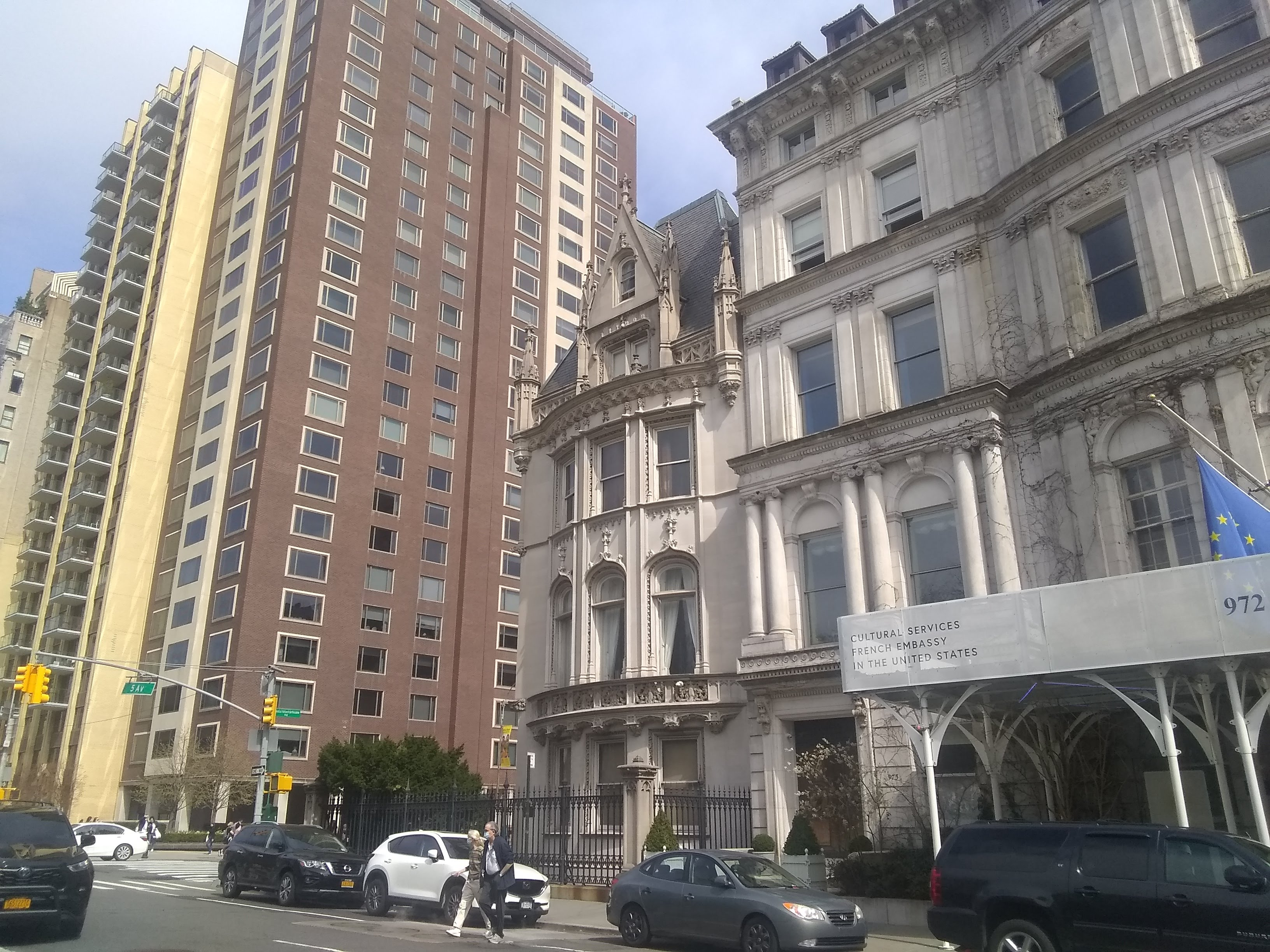
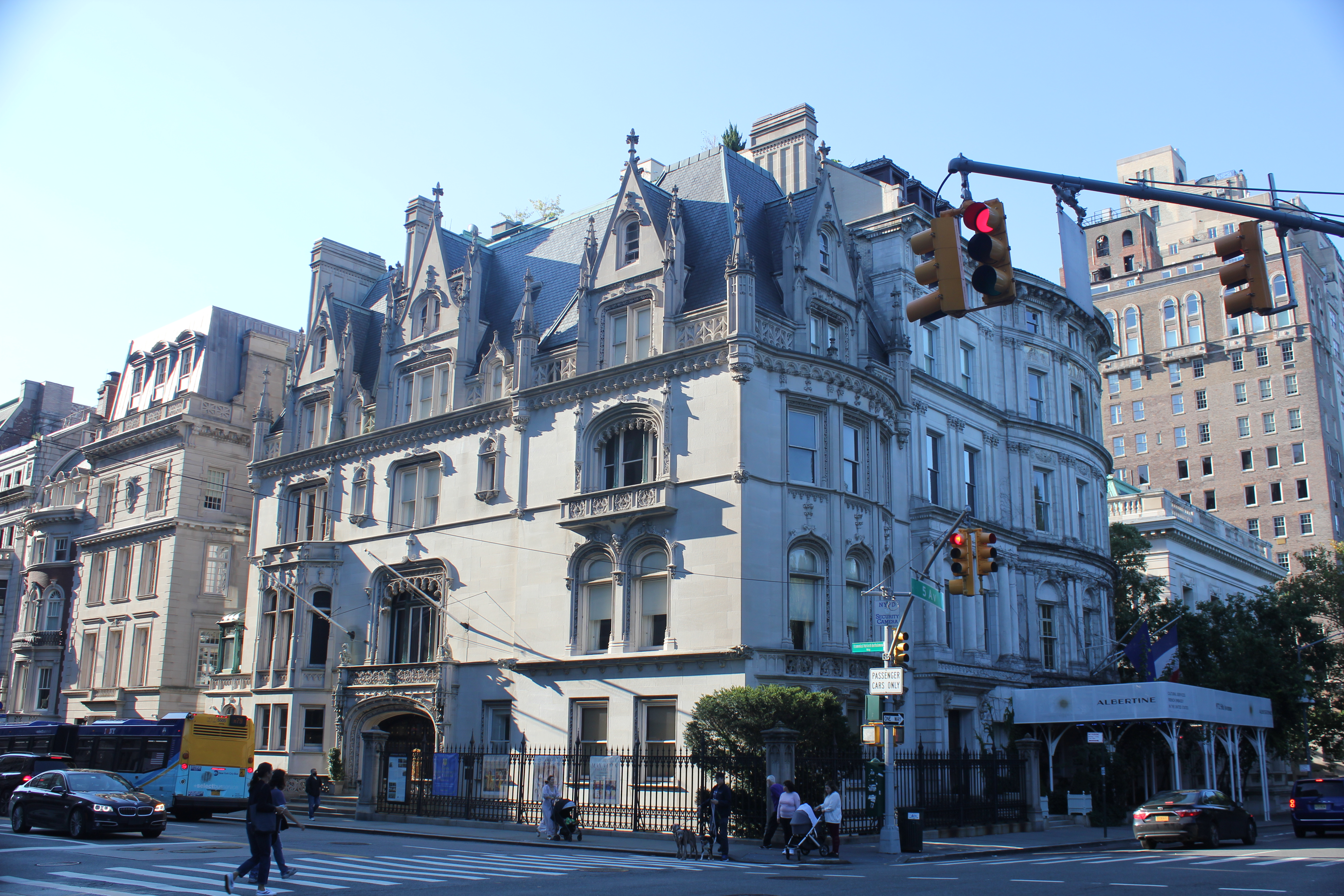
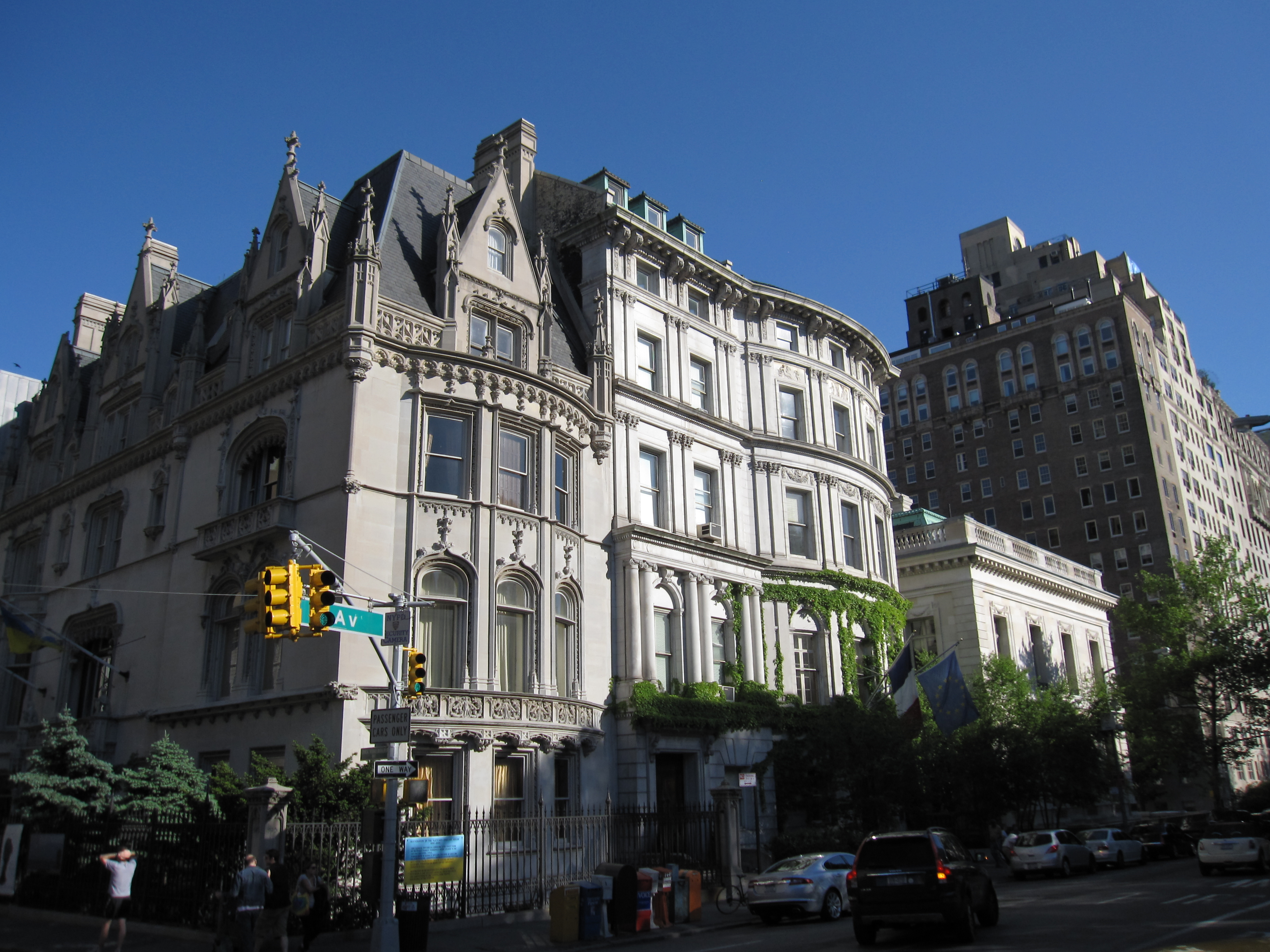
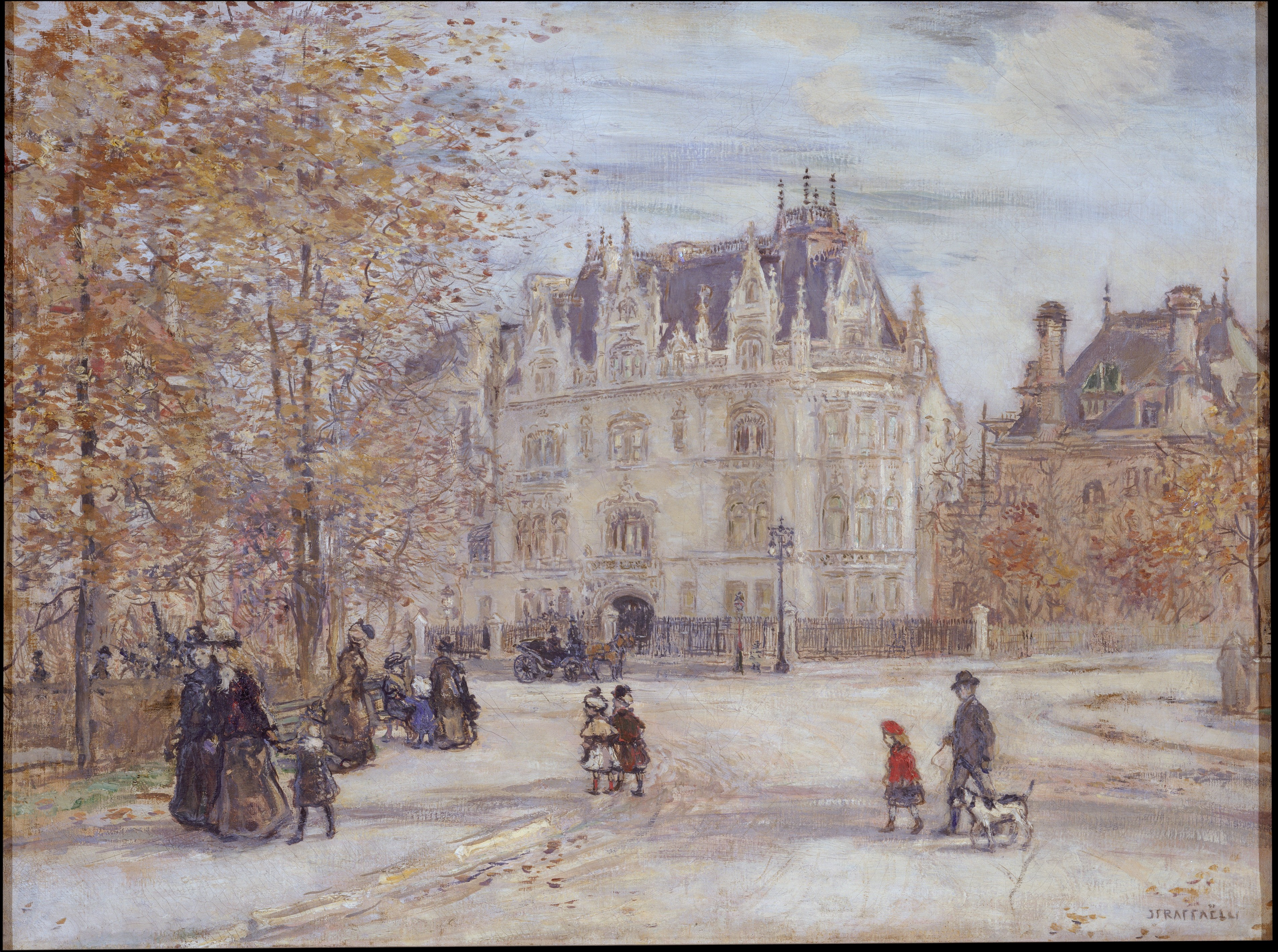